# Sinagoga del Tránsito
La sinagoga del Tránsito, o sinagoga de Samuel ha-Leví, situada en la ciudad de Toledo, es un edificio del siglo XIV cuya construcción fue dirigida bajo el mecenazgo de Samuel ha-Levi en tiempos del rey Pedro I. Es una sinagoga construida en estilo mudéjar en la que destaca una armadura de par y nudillo, la Gran Sala de oración ornamentada con arquillos que permiten la entrada de luz exterior y frisos policromados en yeso decorados con motivos vegetales, geométricos y epigráficos, además de motivos heráldicos de la corona de Castilla

## Historia

### Contexto histórico

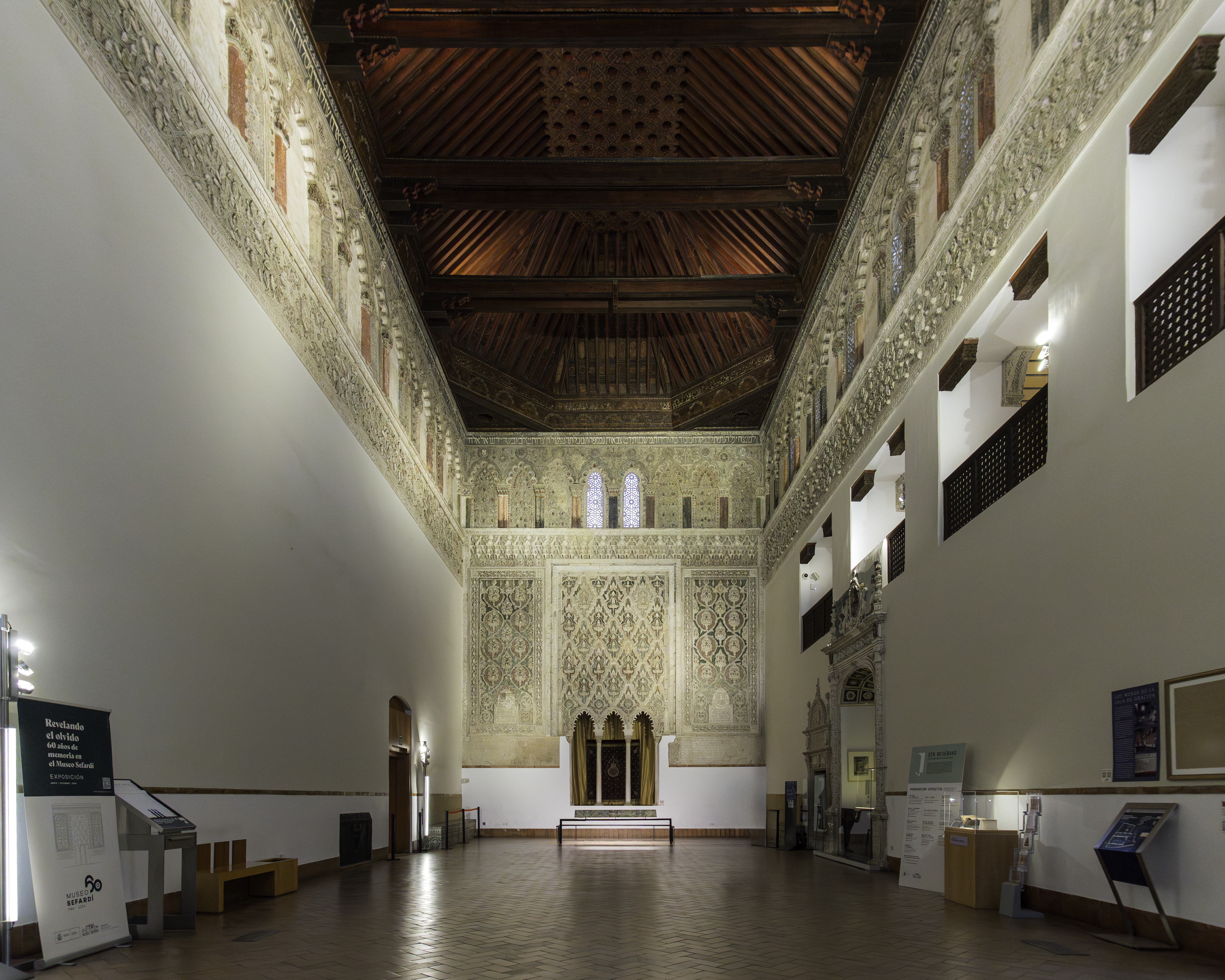
Sala de oración.

La sinagoga fue construida entre los años 1355 y 1357, según las inscripciones que aparecen en el propio edificio. Fue realizada por orden de Samuel ha-Leví, miembro de la comunidad judía que, entre otros cargos, fue consejero y almojarife del Reino de Castilla durante el reinado de Pedro I de Castilla. La construcción se realizó pese a la existencia de la prohibición de erigir sinagogas, hecho que figura en Las Siete Partidas de Alfonso X, pero se incluía una provisión que permite a la Corona hacer excepciones a esta norma. Este fue el caso de la Sinagoga del Tránsito, cuya construcción fue permitida por Pedro I como agradecimiento por el apoyo y fidelidad de los judíos de la ciudad de Toledo al monarca en su lucha por la recuperación de la ciudad tras haber pasado a estar bajo control de Enrique de Trastámara.
En esta época la aljama de Toledo se convirtió en la más rica e influyente de Castilla y algunos judíos, de la misma manera que en época árabe, ocuparon cargos importantes dentro de la Corte. Castilla, y como máximo exponente dentro de ella la ciudad de Toledo, presentaba una religión dominante y dos minorías aceptadas (mudéjar y judía) siempre que no interfiriesen con el cristianismo. Además, se facilitaba la conversión de las religiones minoritarias al cristianismo, mientras que el caso contrario era castigado. La comunidad judía se encontraba presente en Toledo desde época romana y visigoda. En época árabe estaba situada en la Madinat al Yahud, en la parte sudoccidental de la urbe, y tenía un carácter semiindependiente dentro de la propia ciudad. La aljama de la ciudad de Toledo contaba con su propia organización y tres áreas fundamentales: fiscal, jurisdiccional y religiosa. Aunque eran siervos del rey, poseían privilegios, teniendo los rabinos una amplia autoridad en aspectos de derecho privado y ritual.
La sinagoga era la institución fundamental judía en los principales núcleos urbanos de Castilla, después de su conquista a los musulmanes. En los fueros municipales eran entendidas como el "lugar donde los judíos podían reunirse para hacer sus juramentos", además de resolver litigios y pleitos. Esta interpretación hacía referencia a la presencia de una sinagoga comunitaria, pero esto no impedía la existencia de otras casas de oración más pequeñas para uso privado, establecidas a menudo por las familias más ricas.

### Evolución histórica de la sinagoga
La Sinagoga del Tránsito se encuentra dentro de la judería, que estaba conformada por carnicerías, zocos, murallas, puertas, casas, calles, adarves, casas de estudio de la ley y hasta un total de diez sinagogas más. Toda esta información es conocida gracias a un poema del siglo XIV de Yakob Albeneh. También son conocidos, gracias a él, el nombre de algunos barrios de la judería como el de Hamanzeit.
La minoría hebrea se asentó en la parte occidental de la ciudad; la judería tenía su propia muralla interior y la multitud de adarves y callejones facilitaban la defensa con puertas y cierres en la calle.
La conquista de Toledo por los cristianos no cambió la situación de la comunidad judía y en el siglo XIII desaparece la cerca y el barrio judío se mezcla con la ciudad.

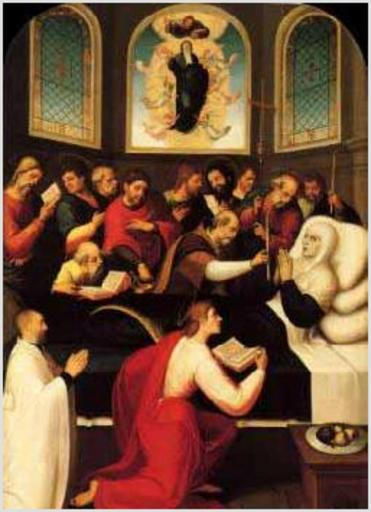
Retablo de Nuestra Señora del Tránsito

A través de una serie de excavaciones realizadas a principios de 2000, se pudo determinar que bajo los cimientos de la sinagoga se dispondría de un complejo de baños, llamado Hamman de Zeit, que fue destruido para la edificación de la sinagoga entre 1357 y 1363. Además del terreno de la zona de baños, se derribaron las casas cercanas y sobre ese terreno se levantó la sinagoga, de autor desconocido, gracias al mecenazgo de Samuel ha-Leví. Junto a la Sinagoga se construiría la Mikve posiblemente también sufragada por Samuel ha-Leví.
Tras la expulsión de los judíos en 1492, la judería es ocupada por la nobleza y el área de la sinagoga es concedido por los Reyes Católicos a la Orden de Calatrava, que sitúa allí el priorato de San Benito y la convierte en iglesia privada de la Orden, construyendo al lado norte un archivo para las Órdenes militares de Calatrava y Alcántara.
En el siglo XVII la iglesia de San Benito pasa a ser conocida popularmente como "del Tránsito" debido al encargo que un caballero calatravo realiza al pintor de la escuela toledana Juan Correa de Vivar, de un cuadro del Tránsito de Nuestra Señora, que adornó el altar plateresco desde entonces. 
Hasta el siglo XIX la iglesia sigue perteneciendo a las órdenes militares, apareciendo en la documentación como "ermita de San Benito", extramuros de la ciudad, muy abandonada y en continuo deterioro. La desamortización de 1835 apenas afecta al edificio pero sí a los bienes muebles y en 1877 el rey, de conformidad con la Real Academia de Bellas Artes de San Fernando y a propuesta de la Dirección General de Instrucción Pública, declara la capilla del Tránsito monumento nacional.
Posteriormente, en el año 1964, se decide que la Sinagoga Samuel ha-Leví sea la sede del museo sefardí, el cual tiene como objetivo conservar el legado de la cultura hispano-judía y sefardí para que quede integrada como parte esencial del Patrimonio Histórico Español, tarea que desempeña hasta la actualidad.

## Análisis de la gran obra
Las dimensiones de este templo son 23 metros de longitud, 9,5 ancho y 17 m de altura. El edificio tiene una planta salón, rectangular, como en muchos edificios cristianos de la época. El alzado se divide en dos plantas, la primera es la zona donde se situaría la zona del rito y en la zona superior todavía se aprecia la ubicación de las vigas que sostenían el lugar dónde se ponían las mujeres, que ocultas de los hombres por celosías asistían a la liturgia. 

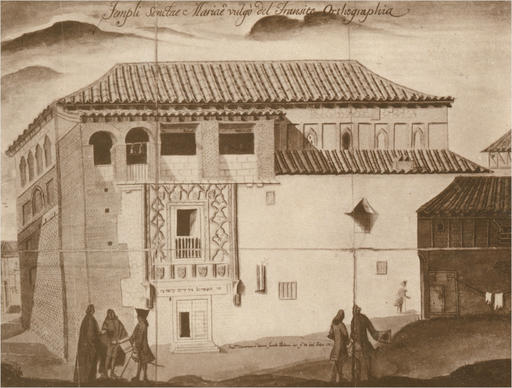
Dibujo del de la sinagoga original

### Análisis técnico

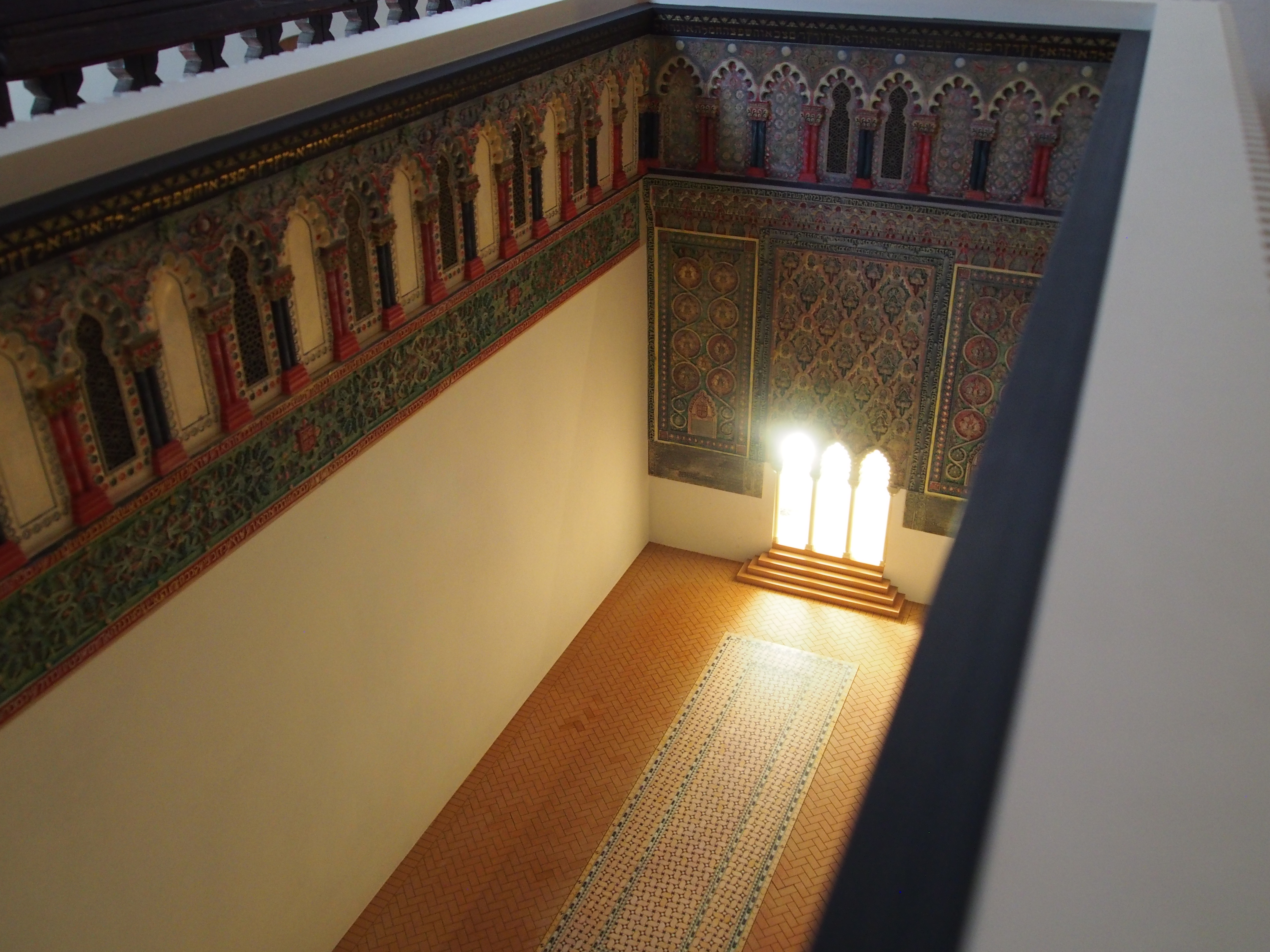
Maqueta en el actual museo recuperando y plasmando los colores originales de la nave central.

#### Materiales
Los materiales principales de esta construcción son el ladrillo, la mampostería, la madera y el yeso. El exterior está formado por mampostería en el grueso del edificio, con ladrillos reforzando a la vez que realizando un efecto decorativo, en esquinas, alrededor de los vanos y estructuras superiores. El ladrillo se puede considerar la piedra angular, es la cantería del árabe que influenció directamente al mudéjar, que no se concibe sin este material. La alternancia de estos materiales consigue un enriquecimiento de la sinagoga, que por lo que podemos contemplar son materiales sencillos y de un coste bajo.
En el interior, destaca la utilización del yeso aplicado en las paredes con efecto decorativo, y la madera de artesonado, en concreto de conífera, que cubre toda la superficie de la sinagoga. También se puede encontrar madera en las celosías, ventanas y puertas, y un último material, el marfil, decorativo en incrustaciones de la techumbre. La yesería y la madera están policromadas, lo que supuso una utilización muy variada en los pigmentos, son materiales ligeros, a los cuales se les saca el máximo partido arquitectónico. El pavimento está formado por losas de cerámica algunas vidriadas y otras no, de diferentes colores, pero podría ser que las que no están vidriadas se deba a un desgaste y no a un propósito concreto.

#### Técnicas
Yesería

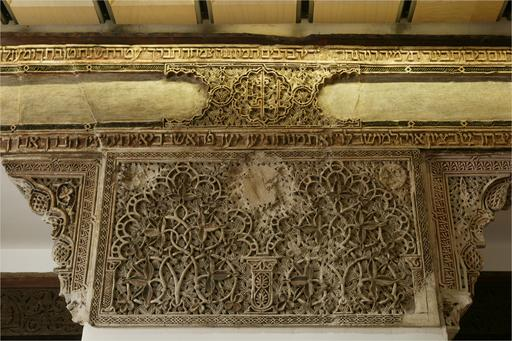
Yesería de la galería de las mujeres

Para la ejecución de este trabajo se emplearon distintas técnicas. La talla o técnica de cuchillo, requiere un proceso de cribar, amasar la mezcla húmeda y tallado. El acabado final se realiza limpiándolo y puliendo hasta quedar brillante. 
El molde se empleó mucho para los frisos repetidos o para las inscripciones en los sepulcros o las obras realizadas en los púlpitos. Primero se dibujaba el tema haciendo una incisión y elaborando la talla. Se hacía un vaciado y se trabajaban distintos niveles hasta conseguir los temas habituales vegetales o de epigrafía que finalmente podían pintarse o dorarse. El acabado era a veces con aceites que hacían la obra impermeable. El modelado sobre una matriz fue otra técnica empleada. 
Los materiales y las técnicas utilizados en la construcción de esta sinagoga tienen una estrecha relación con el contexto histórico y las circunstancias socioeconómicas que le han rodeado. Su autoría es anónima, pero sí conocemos al promotor del edificio, Samuel ha-Leví, que como hemos mencionado antes, era un judío que fue consejero y tesorero del monarca Pedro I de Castilla en la etapa de la Reconquista. Por tanto, en este edificio se entremezclan las distintas culturas que había en España en este momento, la judía, la cristiana y, por supuesto, la islámica, a la cual le debemos casi toda la influencia técnica y decorativa de esta sinagoga. De igual manera que la forma constructiva, tiene en común el conocimiento científico de todos estos movimientos culturales, en especial el islámico, por la ligereza de sus materiales y la falta de alarde arquitectónico en el exterior. Además, se halla geográficamente en el centro con más actividad de las tres culturas en el momento de su construcción, Toledo.

#### Restauraciones
Después de la expulsión de los judíos en 1492, el edificio fue asignado a la Orden de Calatrava, que hizo mínimas modificaciones para su utilización. Para su uso como iglesia se realizaron algunos cambios, construyeron un altar, delante del hejal, y en el siglo XV se construye la pequeña puerta de acceso a la sacristía, ornamentada al estilo plateresco. El resto de dependencias se utilizaron como hospital y asilo de los monjes.
Las restauraciones más significativas empezaron en 1877, poco después de ser declarada Monumento Histórico-Artístico. La primera intervención, a cargo del arquitecto Santiago Martín Ruiz y del escultor Francisco Isidori, se centró principalmente en la decoración del interior, pero por problemas económicos y legales se paralizaron las obras. Años más tarde, Arturo Mélida elaboró un segundo proyecto que sólo llegó a realizarse en parte. Diversos motivos retrasaron la restauración durante décadas, hasta que a principios del siglo XX el Marqués de la Vega-Inclán y el arquitecto Eladio Laredo retomaron los trabajos, devolviendo a la Sinagoga su primitivo esplendor.
Por último, en los años 60 se realizan las últimas remodelaciones para poner en marcha el actual museo. Su estado de conservación es excelente, pues sólo hay dos sinagogas en España en tan buen estado. Lo único a lo que se le podría ver el deterioro de forma más significativa es en el desgaste de la policromía, tanto de las yeserías como de la techumbre de madera.

### Análisis formal

#### Arte mudéjar

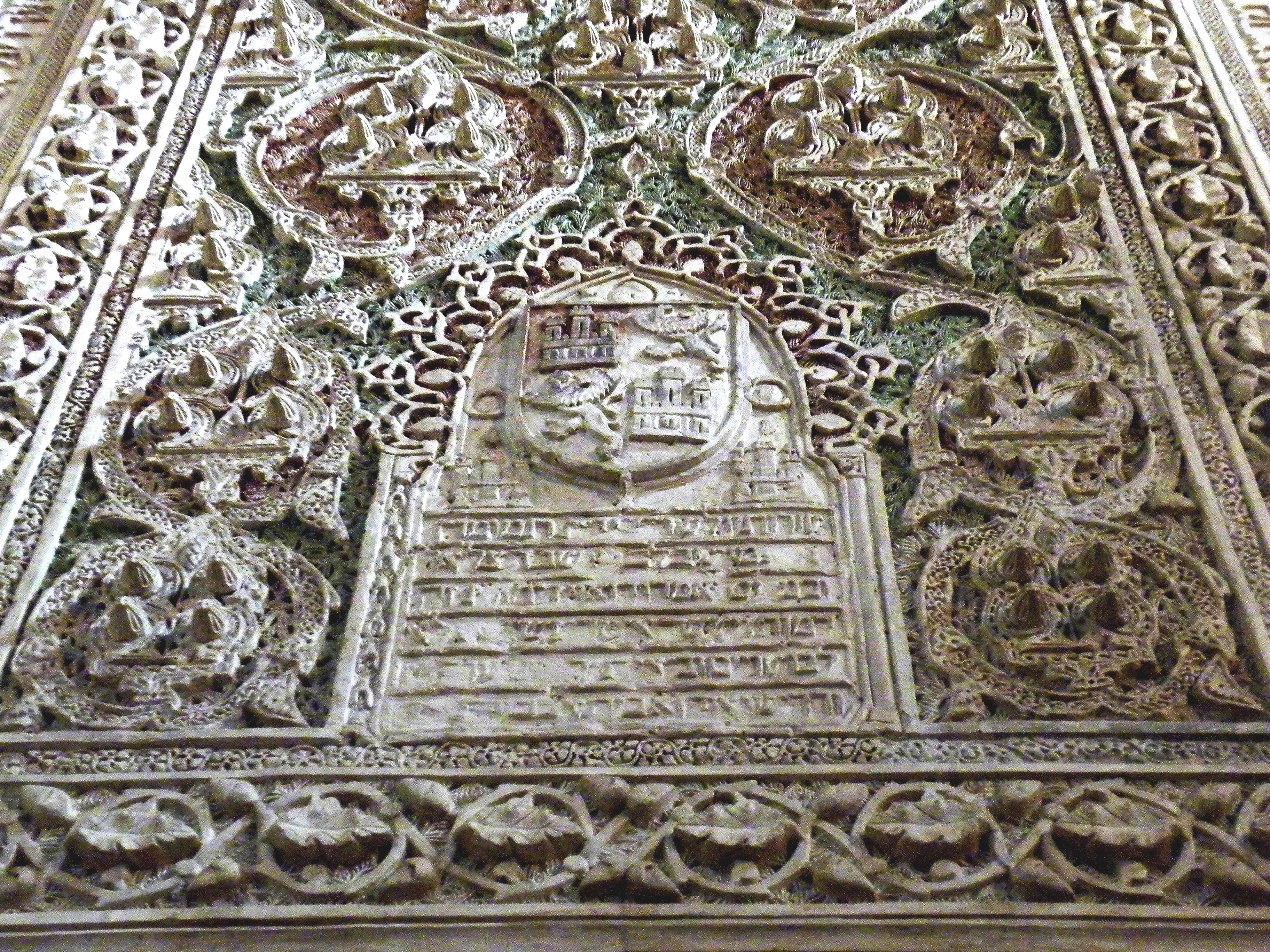
Yesería mudéjar heráldica con caligrafía hebrea.

El arte mudéjar es un estilo artístico que se desarrolla en los reinos cristianos recién reconquistados de la península ibérica, pero que incorpora influencias, elementos o materiales de estilo hispano-musulmán. Es la consecuencia directa de la convivencia existente entre los grupos culturales de la España medieval, tratándose de un fenómeno exclusivamente hispánico que tiene lugar entre los siglos XII y XVI, como unión de las corrientes artísticas cristianas (románicas, góticas y renacentistas) y musulmanas de la época, y que se convierte en el punto de conexión entre las culturas cristianas y el islam. No es un estilo artístico unitario, sino que posee características peculiares en cada región, entre las que destacan el mudéjar toledano, leonés, aragonés y andaluz. Una de las características que toma del arte islámico, aparte de la decoración, es la falta de una técnica arquitectónica desarrollada. Acepta el arco pero sin emplearlo como solución constructiva, sino como medida decorativa.
Mudéjar toledano
Después de la conquista de Toledo, los artistas musulmanes que se quedan trabajando en dicha ciudad repiten inicialmente los modelos cordobeses y los del período Taifa, pero pronto se verán influenciados por el arte almorávide y el almohade hasta el punto que van a fusionarlos en un estilo propio.
Destacan en este periodo las yeserías de la sinagoga de Santa María la Blanca. 
Yeserías toledanas se apartan de las granadinas del siglo XIII: Los artistas granadinos se van olvidando de los fondos compactos formados por las hojas digitadas. Las yeserías toledanas de factura más gruesa, lucen ritmos, flora y animales islámicos del siglo X y XI.
El naturalismo toledano
A partir de mediados del siglo XIV, la flora cristiana empieza a aparecer en las yeserías toledanas. Los artistas supieron aprovecharse de los distintos elementos decorativos de muy diferentes procedencias, en especial de hojas y frutos de inspiración gótica.
Yuxtapuestas la decoración musulmana y la nueva flora cristiana, éste ocupa el primer plano, quedando sin embargo el contexto almorávide-almohade, a los que se suman los accesorios ornamentales procedentes de la decoración local de gusto cordobés.
Son de excepcional importancia las yeserías de la Sinagoga del Tránsito donde se puede decir que se alcanza la plenitud del estilo. En esta sinagoga se utilizan los arcos ojivales de herradura, lo que demuestra esa unión entre los cristianos y lo islámico. De igual manera, que en la parte inferior de la sinagoga están los muros desnudos y todo el resto con una profusa decoración, es una mezcla entre la sobriedad judía y la obsesión por el horror vacui de los árabes.

#### Nociones estéticas
La sinagoga se caracteriza principalmente por el contraste provocado por la austeridad del exterior del edificio y la abundante decoración interior. Sin embargo, consigue un equilibrio al mezclar todas las características anteriormente citadas. Es un edificio sencillo, que destaca por su armonía entre la horizontalidad y la verticalidad, ya que no destaca ninguna.

#### Similitudes formales y estilísticas
Las sinagogas siguen el mismo prototipo estilístico y formal. Podemos comparar las distintas sinagogas de la época, ejemplos son: la sinagoga de Santa María de la Blanca (Toledo); sinagoga de Córdoba; sinagoga de Sevilla, etc. Utilizan arcos lobulados, de herradura, diversos motivos geométricos y ataurique.
Hubo ciertos intercambios artísticos entre Granada y otros lugares, como Sevilla y Toledo. El codo de 54 centímetros lo hemos rastreado, aparte de en algunas edificaciones de la Alhambra y en construcciones de la Granada nazarí, como el Corral del Carbón, etc., en construcciones de la España cristiana contemporáneas del palacio de Tordesillas: en Toledo, en la Sinagoga del Tránsito, construida a instancias de Samuel ha-Levi; en el Taller del Moro, en la Casa de Mesa y en el Palacio de Suer Téllez de Meneses; estas últimas, contemporáneas de la sinagoga, que nos relaciona de modo muy directo con las construcciones de Tordesillas.
También se relaciona con los Alcázares de Sevilla, al corresponderle el mismo período: el nazarí.

#### Antecedentes y consecuentes de la obra
El templo de Jesusalem es el primer antecedente de la creación de las sinagogas. El pueblo de Israel cuando fue deportado a Babilonia, tuvo la necesidad de crear un lazo con este templo, de aquí tiene su origen estas. Este templo era el centro espiritual, como tal, todas las sinagogas se orientan en un eje Este-Oeste, de cara a Israel. 
Las distintas sinagogas realizadas posteriores a la sinagoga del Tránsito, han estado muy influenciadas por ésta. Cantera Burgos en su libro anteriormente citado, da importancia a Santa María de la Blanca y la del Tránsito como las sinagogas más imitadas posteriormente a nivel nacional e incluso internacional.

### Análisis iconográfico
La iconografía entendida como la representación de Dios y de personaje alguno está prohibida en la religión judía (aunque si podemos encontrar distintos símbolos que podemos considerar iconográficos, un ejemplo son los querubines del Sancta Sanctorum). Esta negativa tiene su raíz en la ley divina, podemos recurrir como ejemplo al Antiguo Testamento, 

No te harás escultura ni imagen alguna de lo que hay arriba en los cielos, abajo en la tierra o en las aguas debajo de la tierra (Éxodo 20,4)

 Con estas palabras, Dios intenta apartar de la idolatría al pueblo de Israel y estos siguen los preceptos que Él les encomienda. A pesar de la negación de una representación figurativa, lo reemplazan por simbolismos, signos litúrgicos, epigrafía, etc. 
La sinagoga de Samuel ha-Leví, conservó gran cantidad de inscripciones en sus muros. Cantera Burgos, eminente hebraísta e historiador de los judíos españoles, los separa en dos temáticas: histórica y bíblica. Las históricas, a su vez, están divididas en relación con el mobiliario y dependencias de la sinagoga, y las dedicadas a enaltecer a Samuel ha-Leví o Pedro I. Las inscripciones bíblicas recogen textos sobre el Éxodo, Crónicas,  Reyes y  Salmos. También hay alguna epigrafía sobre textos árabes que hablan sobre la paz, la felicidad, etc., en las cintas de los frisos y en los ábacos de los capiteles utilizadas como método ornamental.
Cecil Roth, historiador y académico británico de religión judía, decía de ellas que son las más hermosas inscripciones judías de la Edad Media.
Este texto se sitúa en las lápidas que se encuentran a cada lado del paño central de muro: 

Contemplad el santuario que ha sido consagrado en Israel/ y la casa que ha edificado Samuel/ y la torre de madera para la lectura de la Ley es el centro de ella,/ y los rollos y las coronas del mismo [santuario] dedicadas a él,/ y sus páteras y lámparas para la iluminación,/y sus ventanales, semejantes a los ventanales de Ariel,/

Y sus atrios para quienes están atentos (o dedicados) a la Ley perfecta,/ y su casa de asiento (o morada) para cuando se sientan (o moran) a la sombra de él,/ de suerte  que casi hayan de decir quienes lo vean: La traza de este [templo]/ es cual la traza de la obra que ejecutó Besalel/ ¡Andad, pueblos, y entrad por sus puertas/ y buscad a Dios, pues casa de Dios es como BET-EL!
Texto sacado literalmente del libro “Judaísmo, estética y arquitectura: La sinagoga sefardí”. Miguel ángel Espinosa Villegas.

Estos fragmentos son extraídos de detrás del retablo, en la cabecera del templo:

Ved el santuario que fue santificado en Israel, y la casa que fabricó Samuel, y la torre de palo para leer las leyes escritas y leyes ordenadas por Dios y compuestas para alumbrar el entendimiento de los que buscan la perfección

Esta es la fortaleza de las letras perfectas, la casa de Dios; y los dichos y obras que hicieron cerca de Dios para congregar los pueblos que vienen ante las puertas a oír la ley de Dios en esta casa.
Traducción tomada de Francisco Cantera Burgos, op. Cit, p.98.

Franjas de los muros norte y sur:

…¡Dios del Universo! Pálido y consumido del deseo de los atrios de Dios, mi alma y mi cuerpo aplaudirán al Dios vivo. Hasta el pájaro encuentra casa y la golondrina nido donde poner sus polluelos, altares suyos, Dios del Universo, Rey mío, ¡Albricias a los que habitan tu casa! ¡Ya te alabarán sumisamente!
Traducción realizada por Rodrigo Amador de los Ríos sobre una de las inscripciones de la parte norte y sur. Perteneciente a un texto bíblico.

La arquitectura sinagogal es por encima de todo un vehículo expresivo, como podemos observar en las inscripciones. La sinagoga no sólo tiene un carácter funcional, si no, ciertamente, espiritual. Todo es consagrado a Dios.
Este tipo de epígrafes en los edificios religiosos presentan un valor ritual obvio en el caso de la ornamentación epigráfica judía: testimoniar ante Dios la sinceridad y la grandeza de la fe de aquel que había costeado la construcción del edificio.
También se pueden observar motivos heráldicos de Castilla.

Decoración interior de la sinagoga
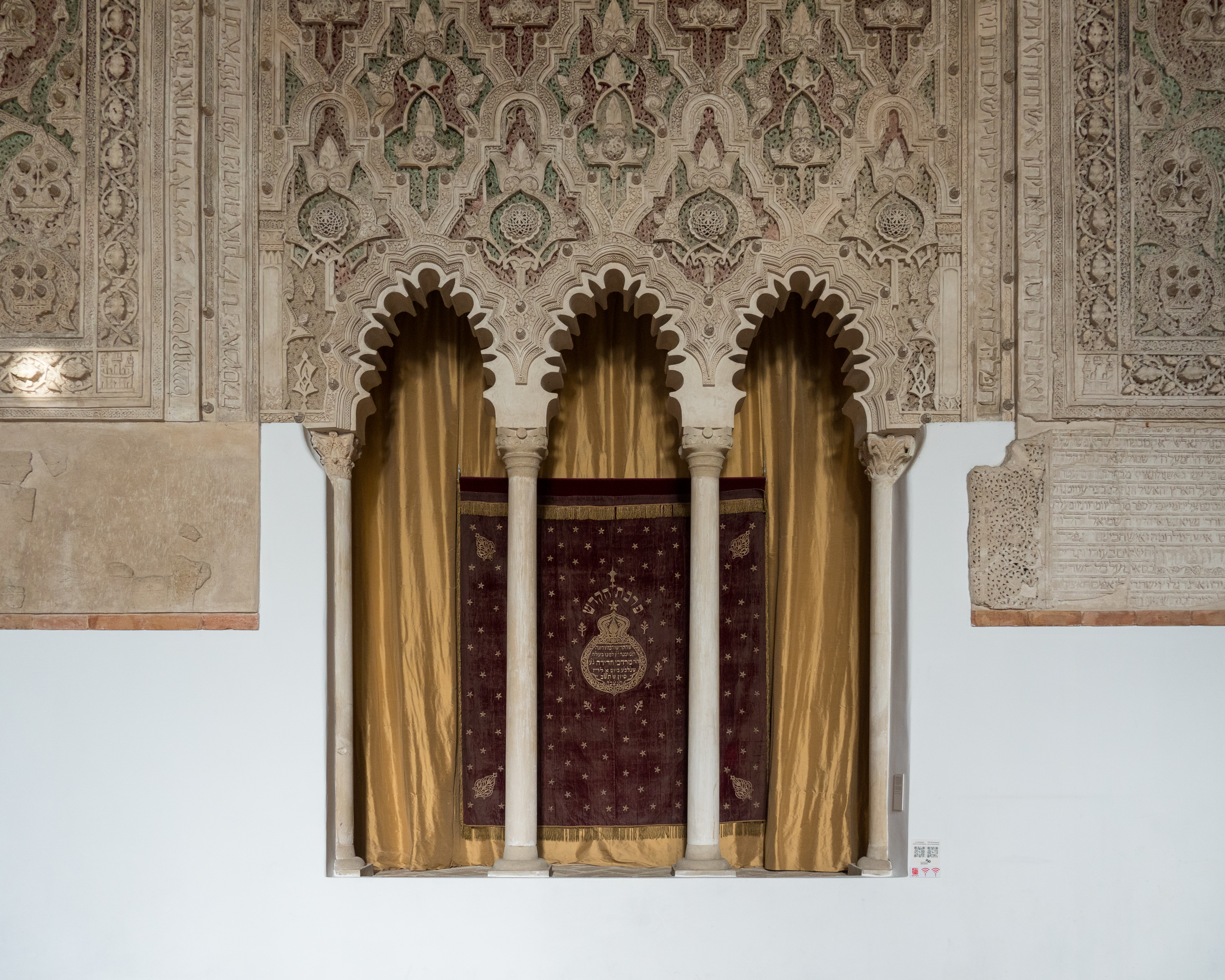
Interior, detalle del muro este, con el hejal.
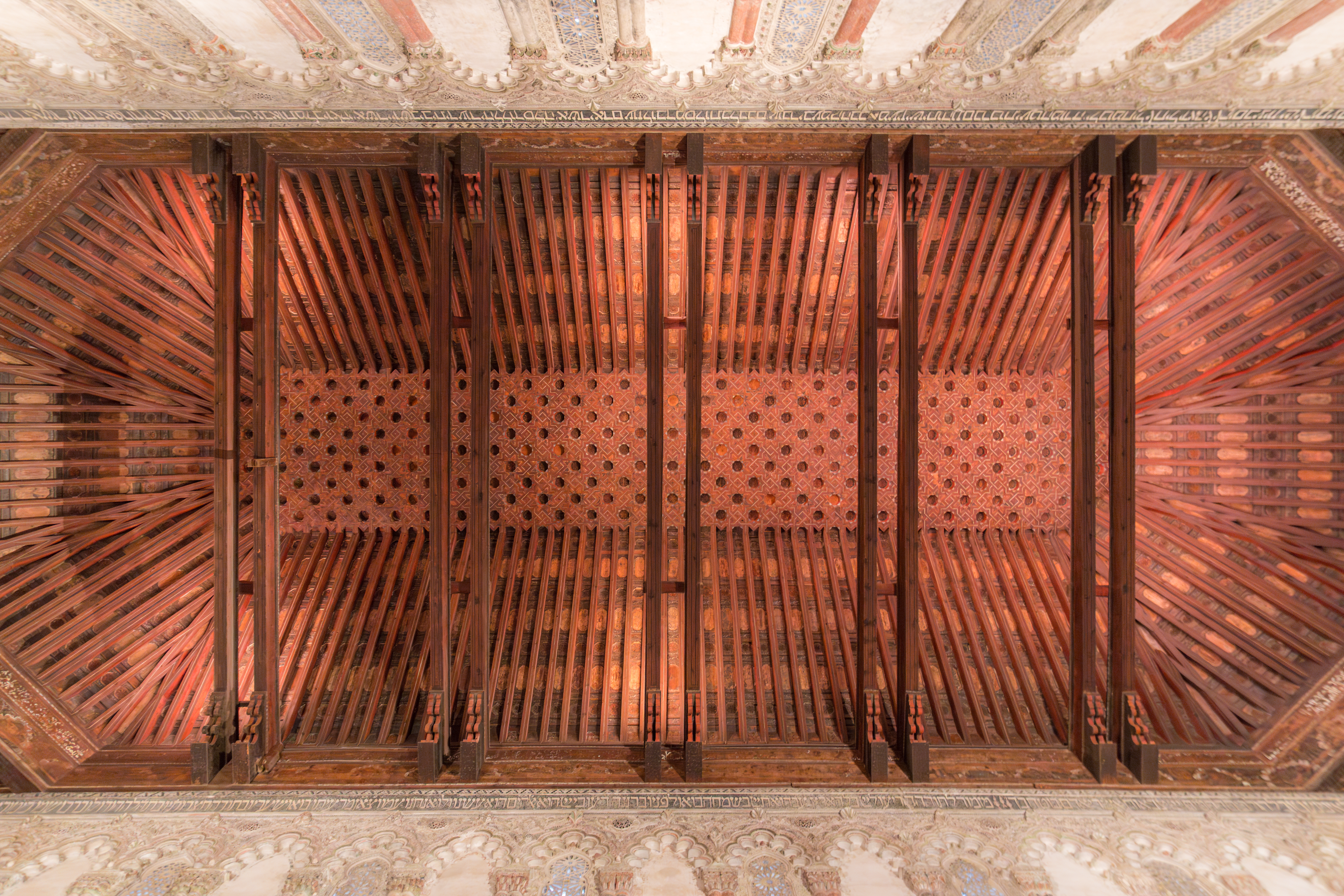
Artesonado.
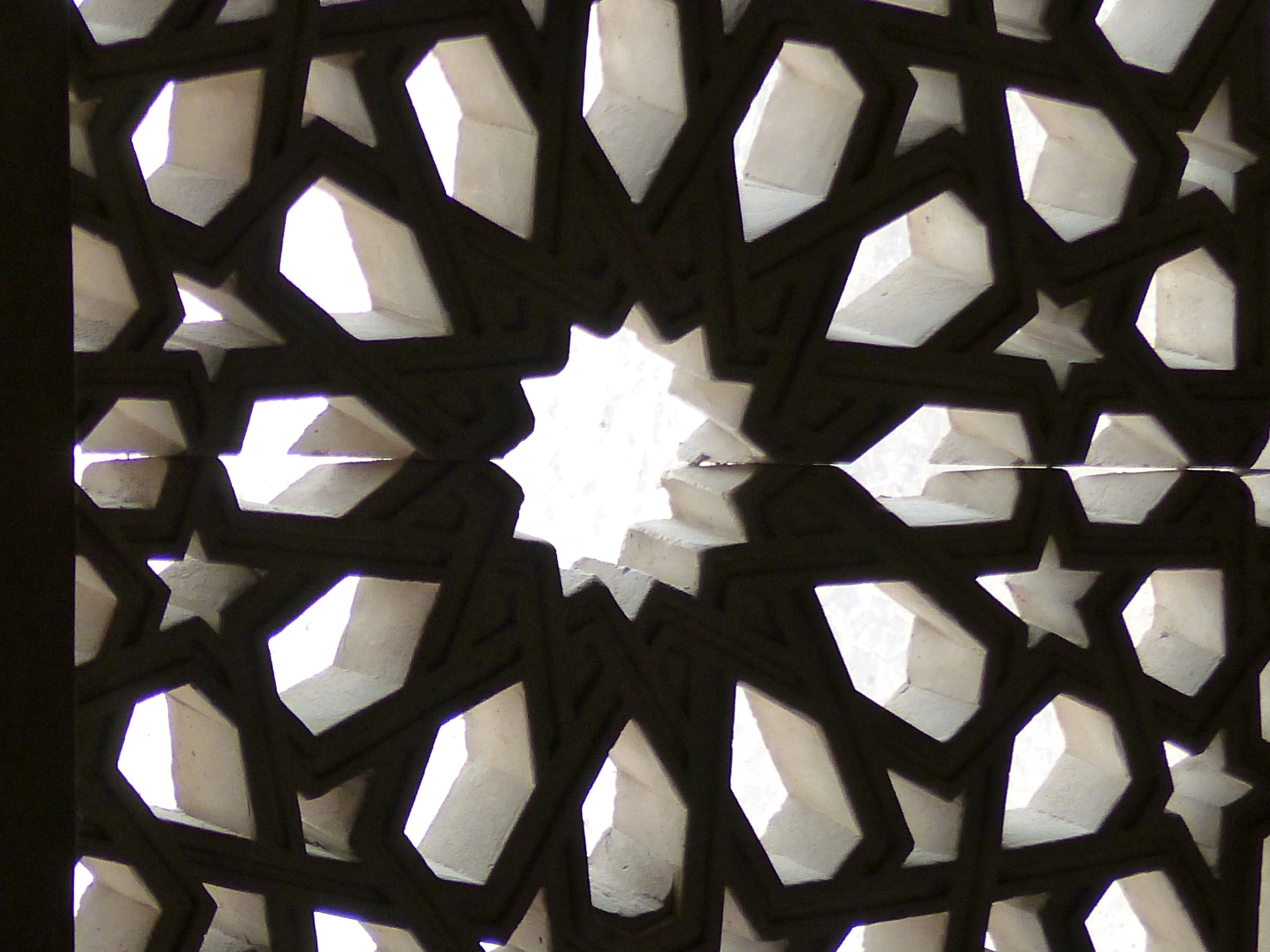
Detalle de la geometría de uno de sus vanos.
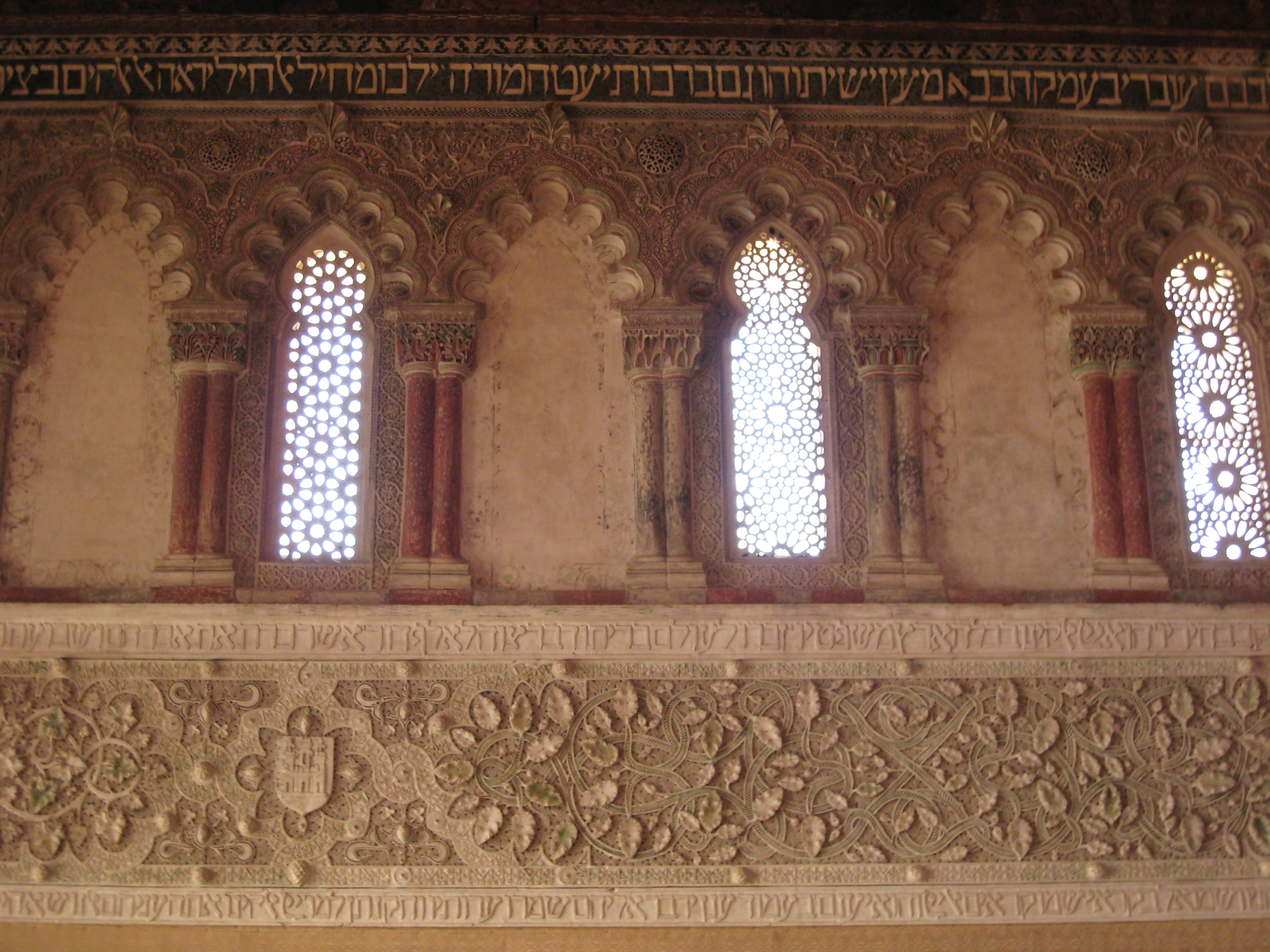
Interior, detalle de la decoración de las paredes
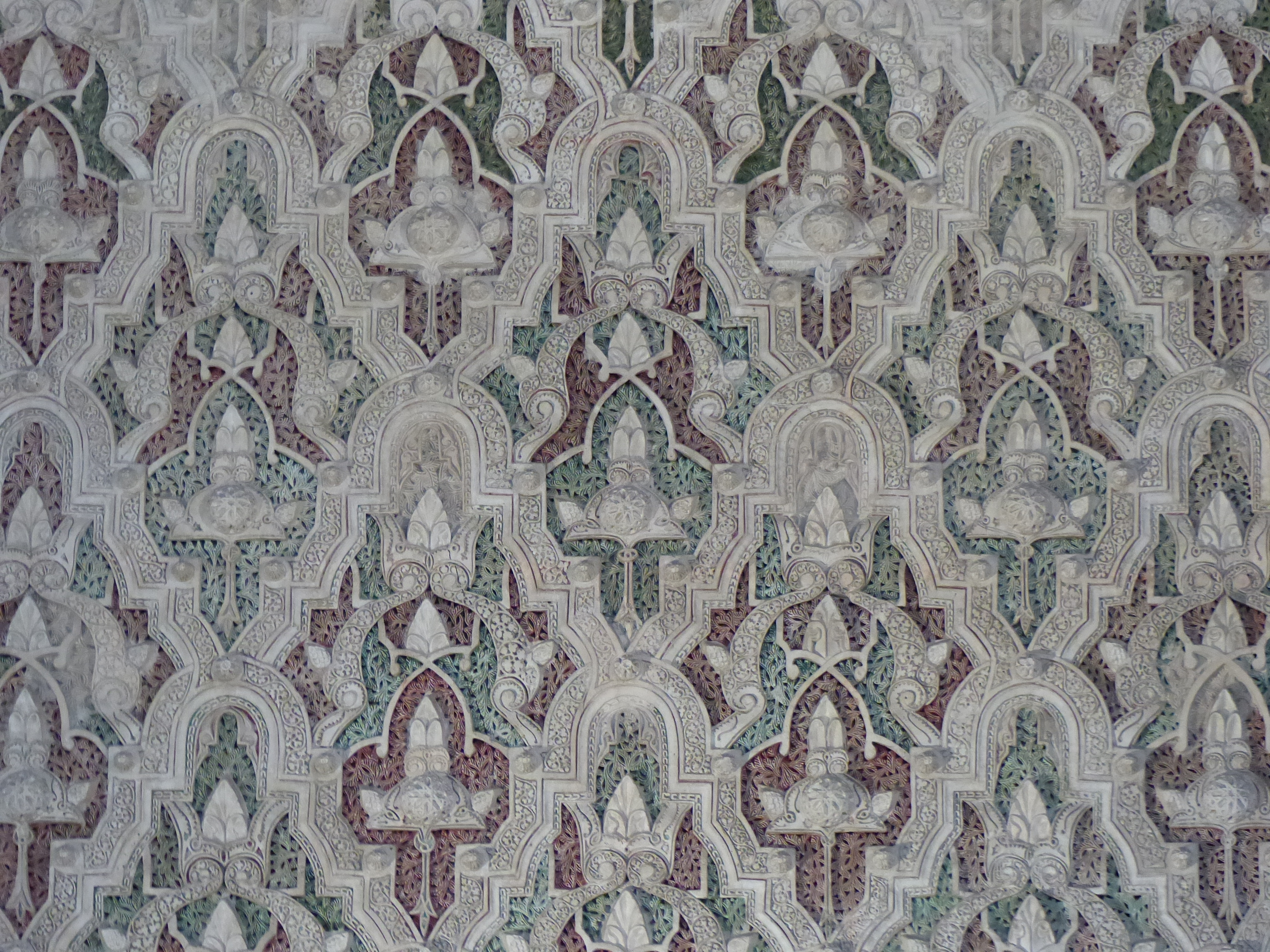
La decoración del interior en detalle.
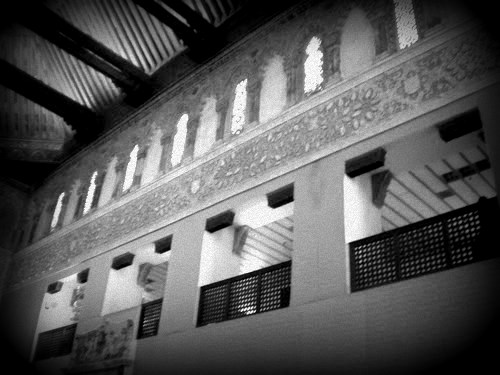
Interior detalle de la galería empleada por las mujeres
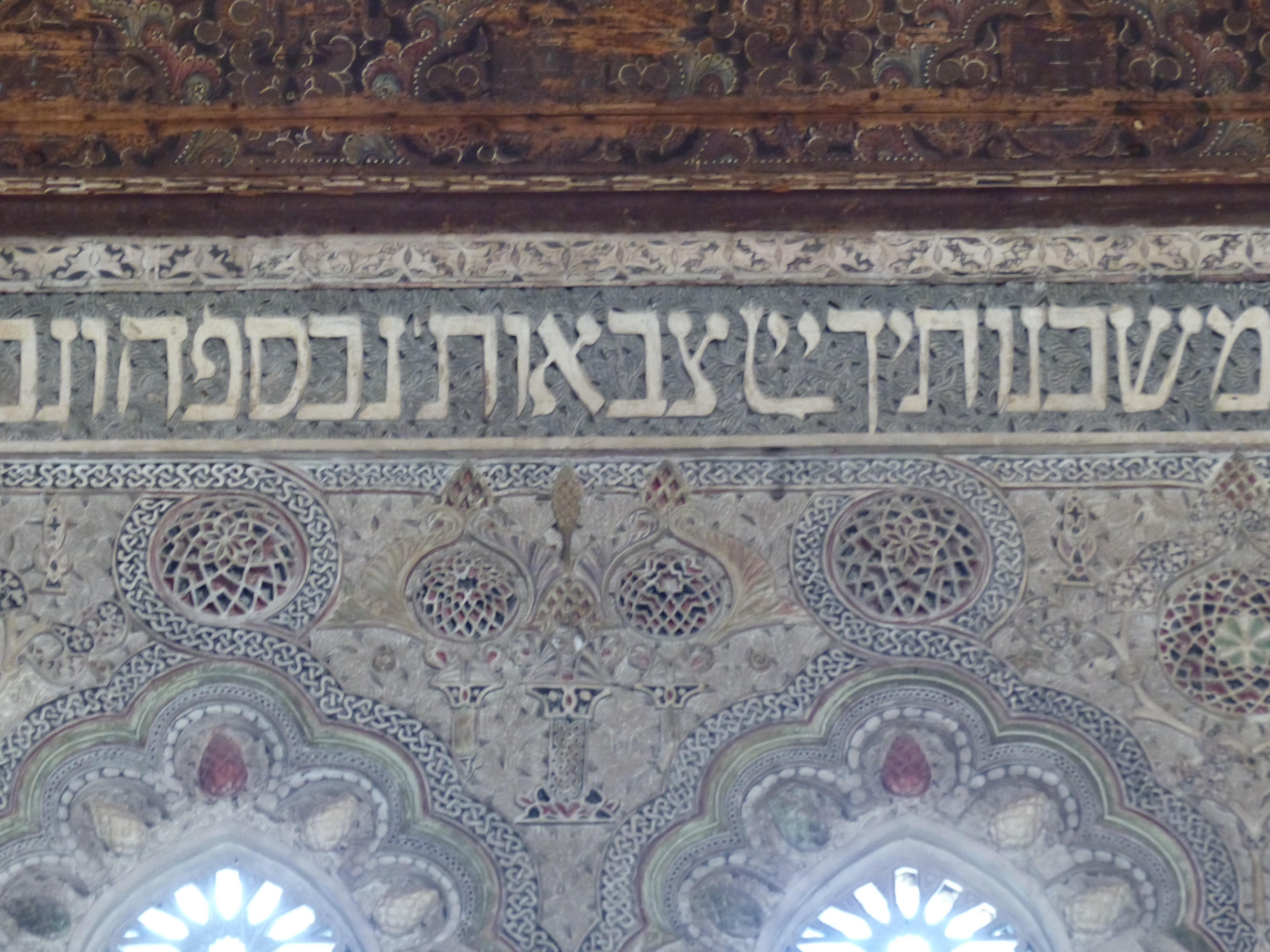
Tipografía hebrea en la decoración interior.